# Akeboshi
Akeboshi（1978年7月1日—）是日本创作歌手。原名明星嘉男，神奈川縣橫濱市出身，唱片公司為日本Epic Records，主要作品為《Wind》，《Yellow Moon》。

## 經歷
3歲開始學習鋼琴，13歲開始在樂隊活動。
1999年高中畢業後去了英國利物浦藝術大學留學，2002年獨立製作發行第一張迷你专辑《TONED TOWN》，2003年發行第二張迷你专辑《White reply》，同年大學畢業後回到日本，參加了日本富士音樂祭（FUJI ROCK FESTIVAL '03）。
《火影忍者》動畫ed採用了他的曲“wind”配以歌詞重新演繹。他的音樂以愛爾蘭音樂為基礎融合了實況音樂、爵士樂等，充滿了獨特的魅力。2004年發行第三張獨立迷你专辑《Faerie Punks》，並且在日本全國5個地方舉行了個人演唱會，票全部一售而空，同年夏天參加了「RISING SUN ROCK FESTIVAL 2004 in EZO」。
2005年正式簽約EPIC RECORDS JAPAN後將以前的三張迷你专辑裏面的東西篩選後發行了第一張正式的專輯《Akeboshi》，之後又發行了单曲《Rusty lance》。《Yellow Moon》是個人的第二張正式專輯。主打歌Yellow Moon被選作了動畫片火影忍者的第十三支片尾單曲。

## 外部連結及參考
- 官方網站（页面存档备份，存于）
- Akeboshi的X（前Twitter）